# Aphanofalx mali
Aphanofalx mali är en svampart som beskrevs av B. Sutton 1986. Aphanofalx mali ingår i släktet Aphanofalx, divisionen sporsäcksvampar och riket svampar.   Inga underarter finns listade i Catalogue of Life.